# Вилок
Ви́лок (укр. Ви́лок) — посёлок в Береговском районе Закарпатской области Украины. Административный центр Вилокской поселковой общины.

## Географическое положение
Расположен на правом берегу реки Тиса (приток Дуная). у границы с Венгрией.
Здесь находится таможенный пост «Вилок».

## История
Поселение возникло в 1304 году на месте бывшего села Нитерлек. Сначала носило название Уйлок (новое поселение) или Вуйлок, которое позже видоизменилось в Вилок. В 1334 году это был крупный населённый пункт с католическим приходом.
В XV веке с расширением соледобывающих промыслов Вилок стал крупной перевалочной базой для транспортировки соли из Сигета.
Вилок не раз был разрушен: в 1659 году — польскими войсками, 1661 — турецкими, 1717 — крымскими татарами. Местные жители участвовали в восстании Дьёрдя Дожи 1514 года, сельских выступлениях 1697—1698 годов, национально-освободительной войне венгерского народа 1703—1711 годов.
Во второй половине XIX века начинается развитие селения, в марте 1863 года здесь был создан союз ремесленников.
5 августа 1919 посёлок на основании Сен-Жерменского мирного договора 1919 года присоединен к Чехословакии. С ноября 1938 начался период оккупации Вилока хортистской Венгрией.
26 октября 1944 освобождён воинами 17-го гвардейского стрелкового корпуса 4-го Украинского фронта РККА, с 1945 года — в составе СССР.
С 1959 года имеет статус посёлка городского типа. В 1968 году численность населения составляла 3,5 тыс. человек, здесь действовали деревообрабатывающий комбинат и обувная фабрика.
В январе 1989 года численность населения составляла 3446 человек.
В мае 1995 года Кабинет министров Украины утвердил решение о приватизации находившихся здесь обувной фабрики и деревообрабатывающего комбината, в июле 1995 года было утверждено решение о приватизации находившегося здесь совхоза.
По состоянию на 1 января 2013 года численность населения составляла 3324 человека.

## Транспорт
- железнодорожная станция[3].

## Достопримечательности
- Католический костёл святой Илоны (1788).
- Греко-католическая церковь Вознесения Господня (1806).
- Реформатская церковь (1850).

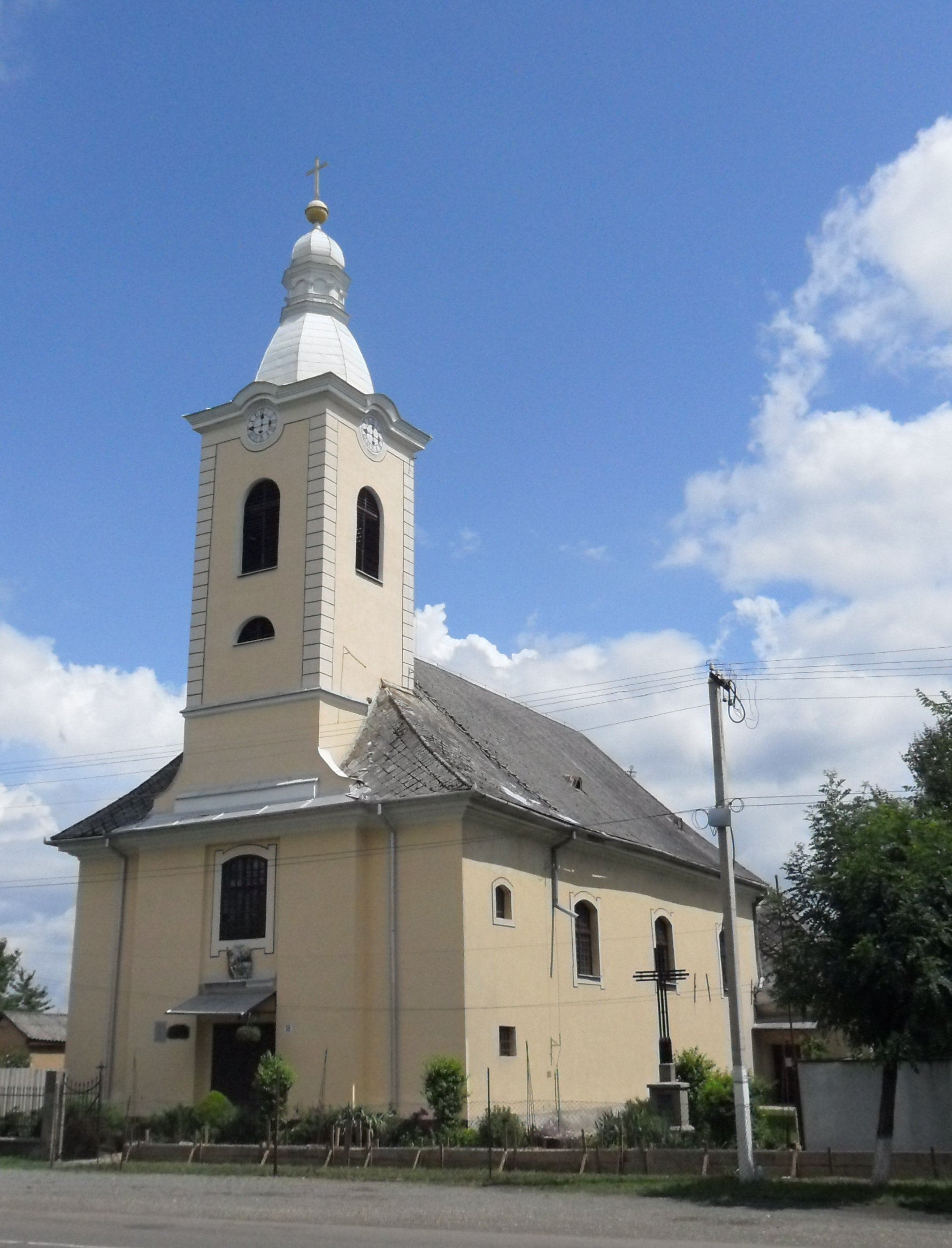
Католический костёл
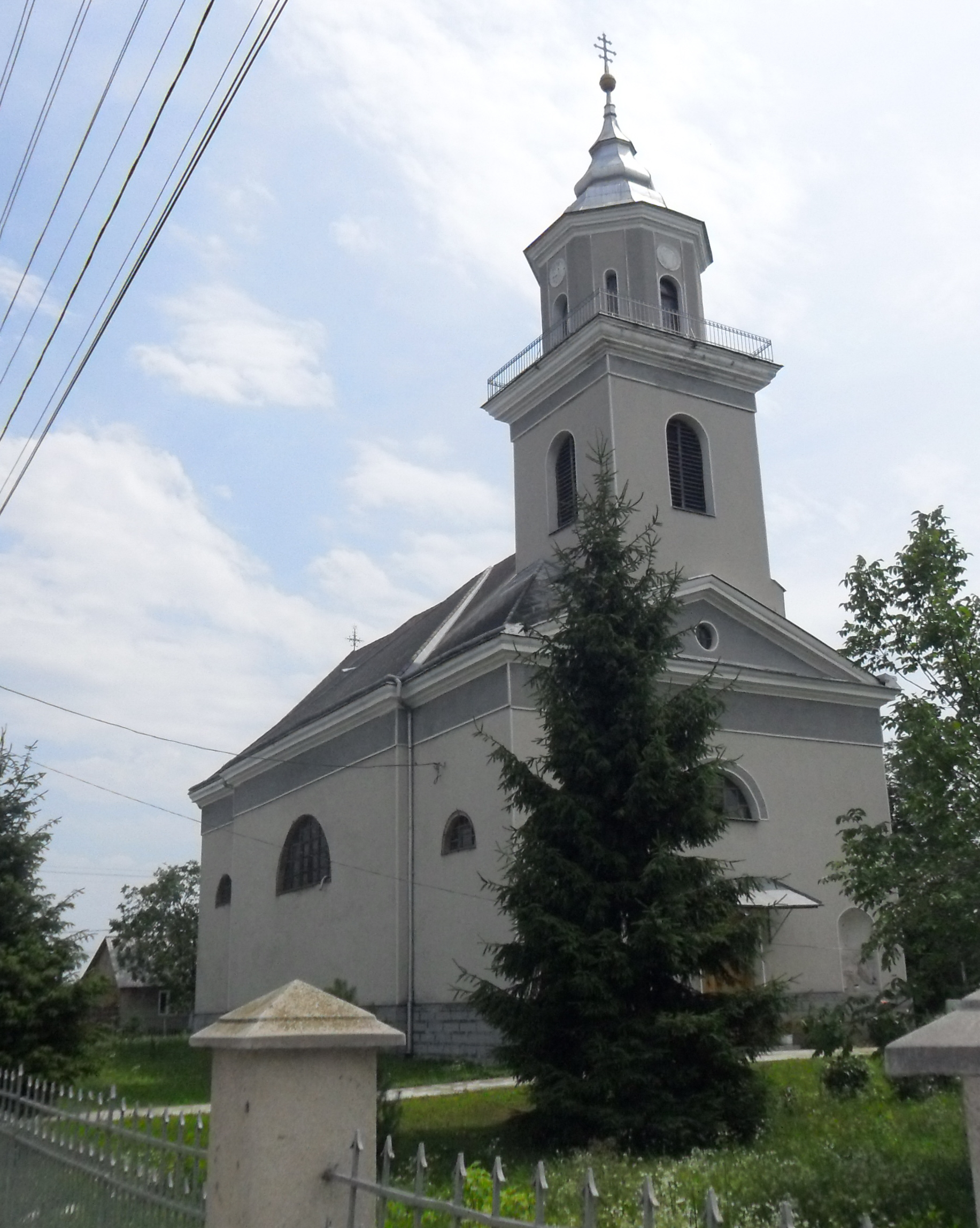
Греко-католическая церковь
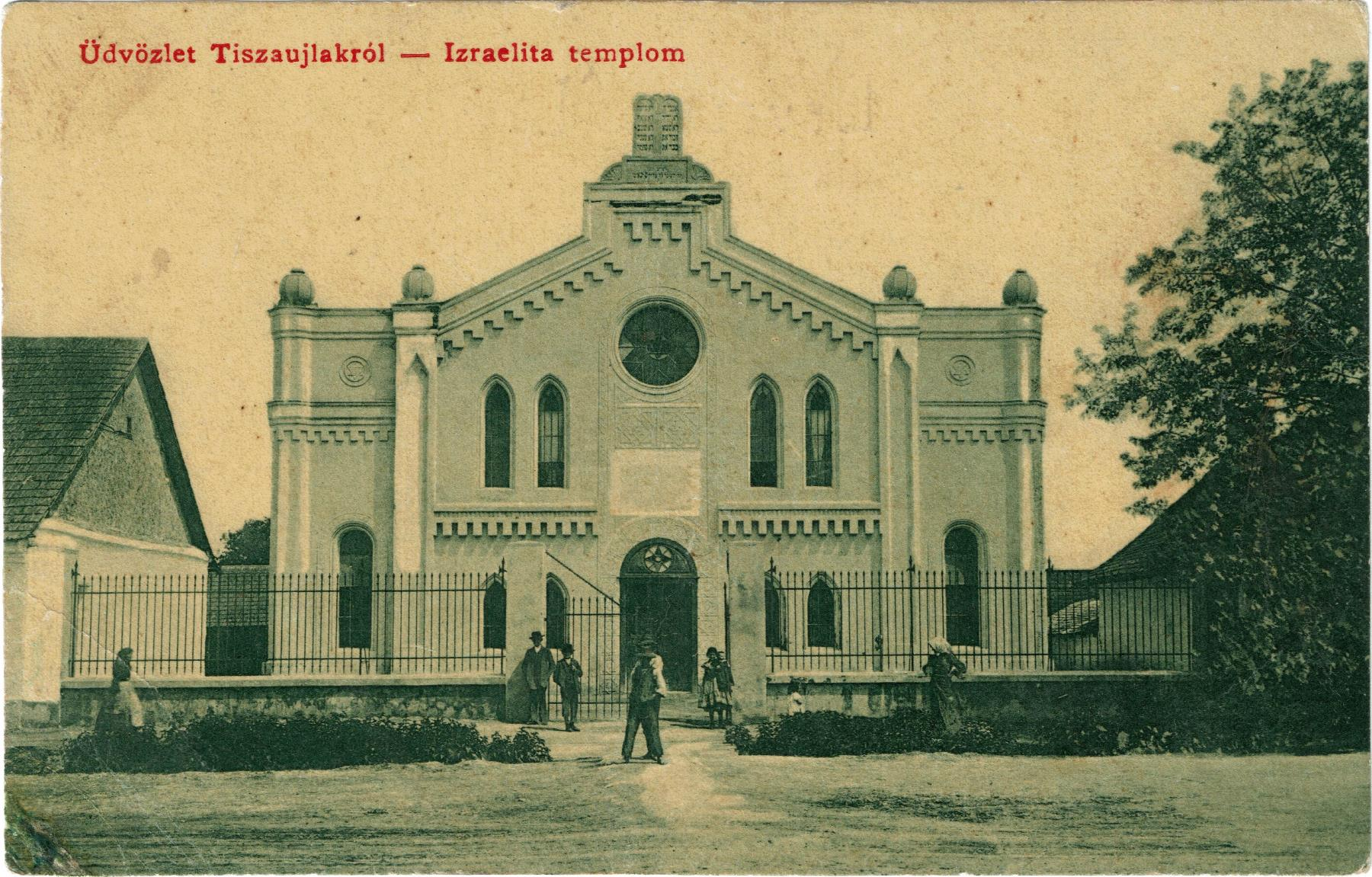
Историческое фото синагоги